# René Helot
René Helot, né le 9 mars 1875 à Rouen où il est mort le 4 septembre 1940, est un chirurgien, érudit et bibliographe français.

## Biographie
Petit-fils de Jules Helot, et fils de Paul Helot, René Helot a fait ses études de médecine à l'université de Rouen et à la Faculté de médecine de Paris. Il fut médecin oto-rhino-laryngologiste à Rouen. Médecin des Hôpitaux à l'Hospice général de Rouen, il fut chef du service d'oto-rhino-laryngologie durant 24 années. Deux ans après son installation à Rouen, il prit une place importante dans la lutte contre la tuberculose en créant, avec les docteurs André Halipré et Paul Petit, la première « colonie de santé », sorte de petit préventorium privé, installé au Mesnil-Esnard. Plus tard, il s'occupa, avec le Dr Halipré, du sanatorium d’Oissel.
Érudit sur des sujets aussi divers que les publicités, la bibliophilie, les gravures, l'histoire de la médecine, les antiquités, et l'histoire, il participa à de nombreuses sociétés savantes rouennaises : 
- Fondateur et président de la Société normande des amis du livre ;
- Vice-président de la Société des bibliophiles normands unie à la Société rouennaise de bibliophiles ;
- Vice-président de la société des Amis des monuments rouennais ;
- Membre et trésorier de la Société archéologique, historique et artistique ;
- Membre de la Commission des antiquités de la Seine-Inférieure ;
- Vice-président du Comité des Beaux-Arts et Arts photographiques à la Société industrielle de Rouen ;
- Président de l'Œuvre du sanatorium rouennais ;
- Fondateur avec Georges Ruel de la revue Le Vieux Rouen.

Marié (1900) à Élisabeth Frère (1879-1972), petite-fille d'Édouard Frère, libraire, historien, bibliographe et conservateur de la bibliothèque de Rouen.

## Publications
- La Fête de Gustave Flaubert, la Saint-Polycarpe, 1905.
- Les Ponts de l’Hôtel Dieu, 1906.
- Histoire de l’imagerie populaire normande, 1908.
- Le Médecin à la corde (Revue médicale de Normandie), 1908.
- La Chandelle dans les affections nasales, 1908.
- Quelques chiffons de papier laissés par les Allemands à Noyon, 1918.
- La Bibliothèque bleue en Normandie, Rouen, Société rouennaise de bibliophiles, 1928.
- Commentaire sur les 28 lettres du voyage en Égypte de Flaubert, Rouen, Société normande des amis du livre, 1930.
- Canards et Canardiers en France et principalement en Normandie, Paris, Alphonse Margraff, 1935.
- Les Recueils de vignettes et de fleurons polytypes de J. Besnard et de P. Durouchail, 1937.
- Avait préparé un livre sur la faïence et la porcelaine de Rouen, ce livre devait être publié chez Arthaud, mais n’a pas été édité.

### Sources
- Archives familiales Helot
- Ch.-A. Beaurepaire, Le Dr René Hélot, Vice-président de la Société des bibliophiles normands unie à la Société rouennaise de bibliophiles (1941)
- Gérard Oberlé, [René Hélot, médecin et bibliophile normand] (1986)